# Periskop
Periskop je optički uređaj koji služi za promatranje zemljišta i mjerenje kuteva na njemu. Način promatranja i mjerenja kutova je isti kao i kod dvogleda. S periskopom zbog osjetljivosti potrebno je oprezno rukovanje i čuvanje od jačih potresanja i udaraca, zbog čega ga je bitno nositi u originalnim zaštićenim ambalažama.